# Корупція в Узбекистані
Корупція в Узбекистані є серйозною проблемою. Існують закони, спрямовані на запобігання корупції, але їх виконання абсолютно неналежне. Низький рівень судового переслідування корумпованих посадових осіб є ще одним фактором, що сприяє розгулу корупції в Узбекистані. Для непублічної посадової особи не є кримінальним злочином впливати на рішення державної посадової особи. Судова система стикається із серйозним функціональним дефіцитом через обмеженість ресурсів та корупції.
В Узбекистані корупція присутня практично на всіх рівнях суспільства, бізнесу і влади. Узбекистан також є однією із найбільш корумпованих країн світу, а одним із факторів, які сприяють цьому, є володіння другою за величиною економікою у Центральній Азії, його великі запаси природного газу і географічне положення між державами-суперницями так званої Другої холодної війни.
Індекс сприйняття корупції Transparency International за 2017 рік ставить країну на 157-е місце зі 180 країн.
«Хабарництво і серед чиновників низького та середнього рівня є частиною повсякденного життя і іноді навіть прозорі», — стверджує Freedom House, додаючи, що тотальне поширення корупції допомагає «обмежити рівність можливостей».
У доповіді Amnesty international за 2015 рік мовиться, що бізнесмен, заарештований і підданий тортурам у 2011 році, заявив, що корупція в Узбекистані — це «ракова пухлина, яка поширилася повсюди».

## Корупція в уряді
Хабарництво, кумівство і вимагання занадто поширені в державному секторі Узбекистану.

### Президентська влада

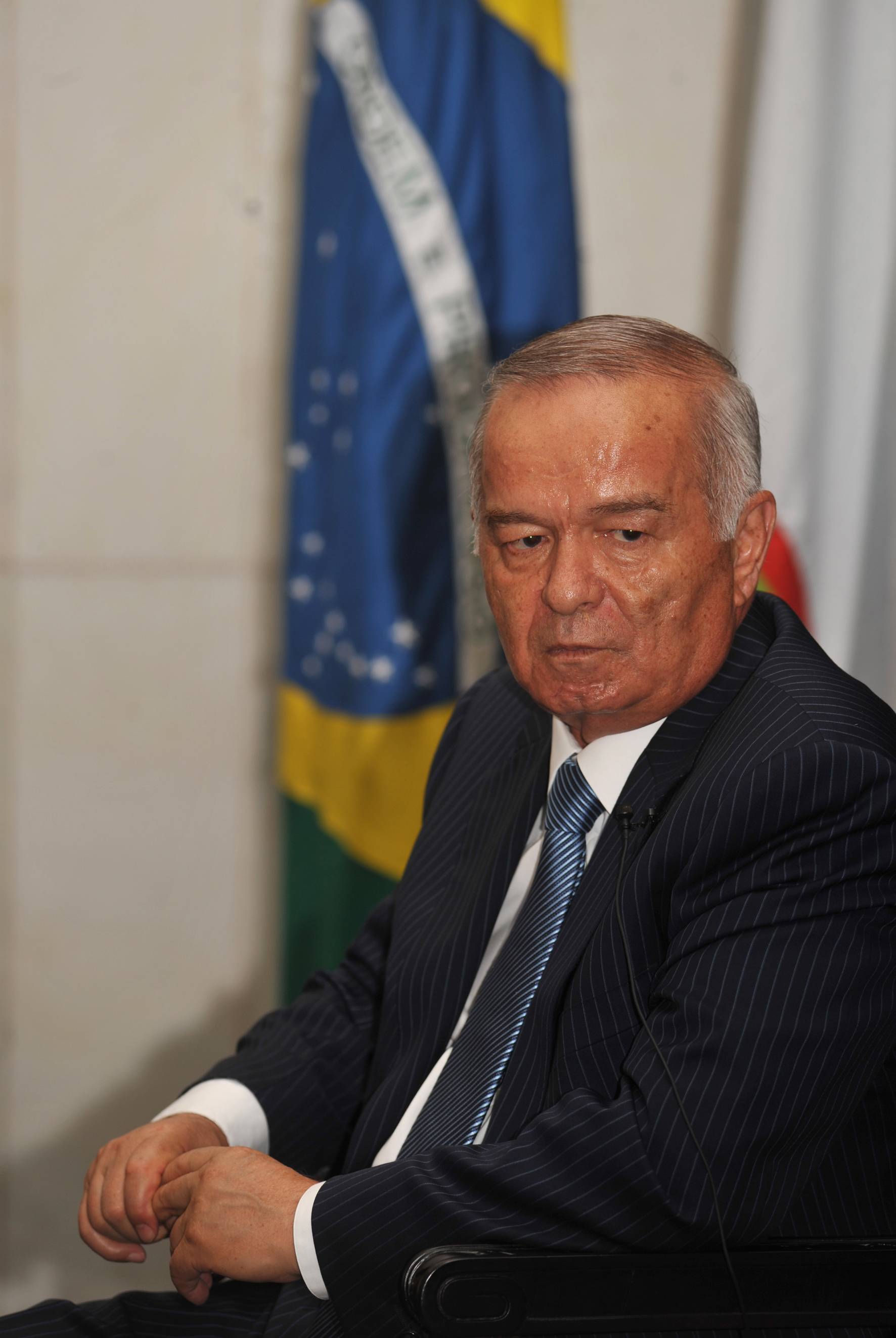
Президент Іслам Карімов

Узбецький художник В'ячеслав Охунов сказав Der Spiegel у 2015 році, що покійний Іслам Карімов, тодішній президент Узбекистану, був «диктатором», який проявляє мафіозні тенденції. Карімова звинувачують у тому, що він править Узбекистаном залізним кулаком протягом чверті століття, формуючи культуру, яка "має більшу схожість із Північною Кореєю, ніж із Китаєм ". Критики сардонічно відзначали, що майже немає телевізійної передачі новин, у якій не було б Карімова, який «десь перерізає стрічку для якогось нового об'єкта». За даними фонду «Спадщина», абсолютна влада Карімова поширювалася і на судові призначення.
Freedom House повідомила, що Карімов здійснював повну владу над законодавчим органом, який діє як «гумовий штамп», що затверджує рішення Карімова. Група стверджує, що практично абсолютна влада Карімова дозволяла йому використовувати усі сфери діяльності у своїй країні для особистої економічної вигоди.
Навіть після його смерті під час виконання службових обов'язків, вплив Карімова залишався досить твердим, щоб дозволити його обраному наступникові, прем'єр-міністру Шавкату Мірзійоєву, бути виконувачем обов'язків президента в очікуванні додаткових президентських виборів у кричущій зневазі до Конституції, яка покладає цю відповідальність на Президента Сенату.

### Корупційний скандал Гульнари Карімової у сфері телекомунікацій
Дочка президента, Гульнара Карімова (як і сам президент), пов'язана з великомасштабною корупцією. Кримінальне розслідування у Швейцарії, розпочате в 2012 році, спочатку було спрямоване проти чотирьох громадян Узбекистану, що мали зв'язки з Карімовою. Двох із них заарештували у тому ж році і звільнили під заставу. Також у 2012 році шведський телевізійний документальний фільм заявив, що шведська телекомунікаційна компанія TeliaSonera AB заплатила 320 мільйонів доларів Takilant (підставній компанії з Гібралтару, імовірно пов'язаній із Карімовою), в обмін на ліцензії і частоти в Узбекистані.
У січні 2013 року шведські слідчі опублікували нові документи, які, очевидно, свідчать, що TeliaSonera намагалася вести переговори безпосередньо з Карімовою. У тому ж році США і голландська влада почали розслідування справи Карімової.
У лютому 2014 року виконавчий директор TeliaSonera змушений піти у відставку після того, як були виявлені серйозні провали юридичної експертизи. У травні шведські ЗМІ оприлюднили документи, в яких говорилося, що Карімова агресивно продиктувала умови контракту з TeliaSonera і погрожувала йому перешкодами. Пов'язані з відмиванням грошей розслідування у Швейцарії і Швеції тривали протягом усього року, і сотні мільйонів доларів на рахунках, пов'язаних зі справою, заморожені владою.

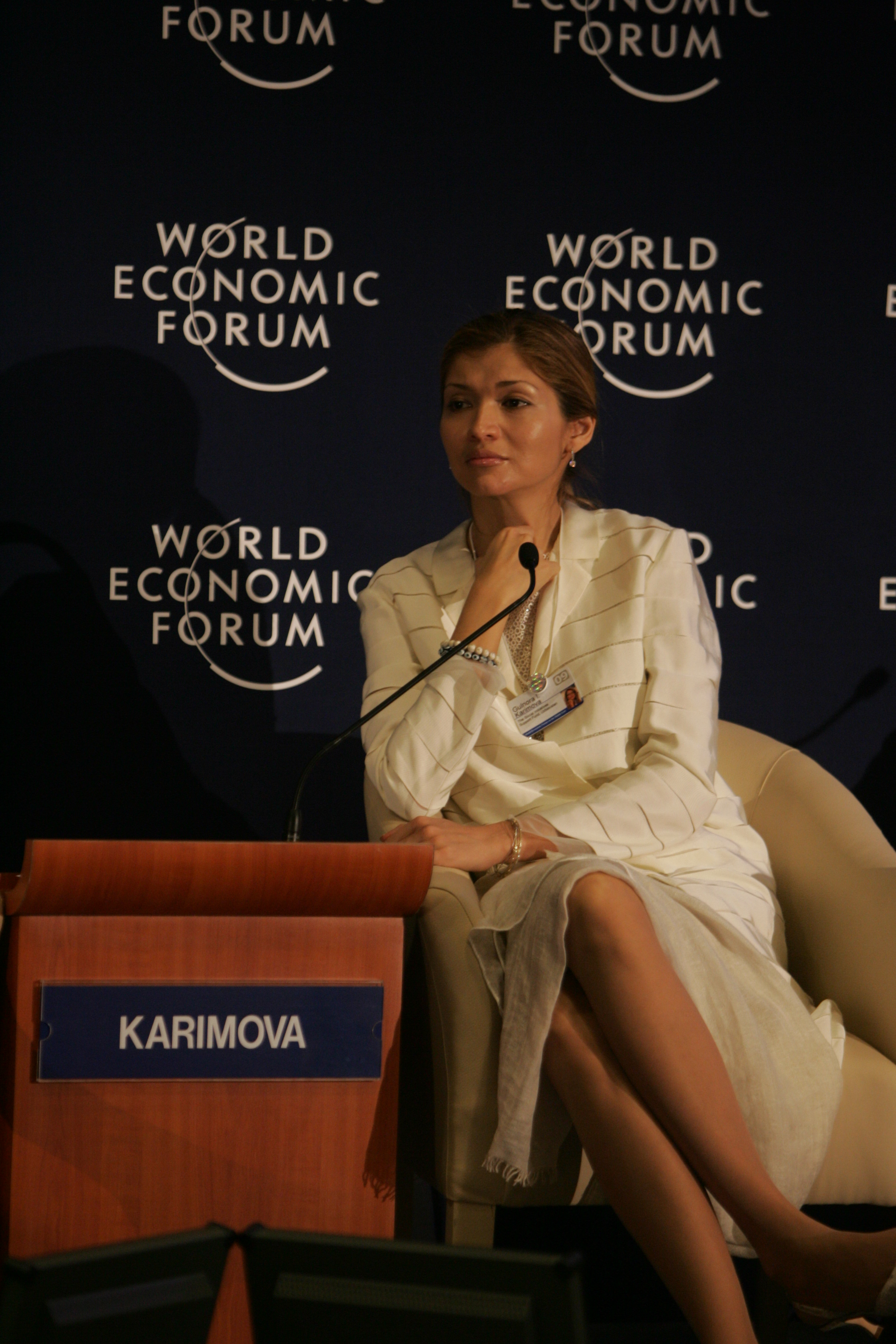
Гульнара Карімова

У березні 2014 року швейцарська влада почала розслідування стосовно Карімової з приводу відмивання грошей, і прокурори у Берні заявили, що ці докази привели їх розслідування до Швеції і Франції, і що вони "наклали арешт на активи, які перевищують 800 мільйонів швейцарських франків ($ 912 мільйонів). За даними швейцарської газети Le Temps з вилучених коштів 500 млн франків задіяли TeliaSonera, а ті, що залишилися, «причетні до особистого майна Карімової».
У 2014 році Міністерство юстиції США і Комісія з цінних паперів і бірж досліджували TeliaSonera, а також компанію Vimpelcom Ltd., що знаходиться в Амстердамі, і російську фірму ПАТ «Мобільні ТелеСистеми» (МТС) за підозрою у тому, що ці три фірми направили сотні мільйонів доларів компаніям, контрольованим Карімовою. У звіті за серпень 2015 року зазначалося, що прокурори США просили владу Ірландії, Бельгії, Люксембургу, Швеції та Швейцарії заарештувати активи на суму близько 1 млрд дол. США у зв'язку з їх розслідуванням.
Радіо «Свобода» повідомило в січні 2015 року, що керівники норвезької телекомунікаційної компанії Telenor, якій належить третина «Вимпелкому», знали про мільйонні суми хабарів.
У березні 2015 року Міністерство юстиції попросило Швецію заморозити 30 мільйонів доларів у фондах, які знаходяться у стокгольмському Nordea Bank.
Розслідування Міністерства юстиції виявило, що фірми «платили хабарі узбецьким чиновникам за придбання бізнесу мобільного зв'язку в Узбекистані». Європейські слідчі з'ясували, що Takilant керував колишній помічник Карімової.
У звіті за липень 2015 вказувалося, що влада США намагалися конфіскувати 300 мільйонів доларів на банківських рахунках в Ірландії, Люксембурзі та Бельгії, стверджуючи, що ці кошти були хабарами, сплаченими Карімовою.
У серпні 2015 року Радіо Свобода повідомило, що влада Узбекистану заарештувала дев'ятьох підозрюваних у зв'язку з розслідуванням, зокрема двох вищих керівників на заводі по розливу Кока-коли в Узбекистані, який раніше належав Карімовій.

### Корупція на виборах
«В Узбекистані немає вільних виборів», — повідомляє Freedom House. На виборах у квітні 2015 року Карімов отримав 90,39 % голосів, вигравши четвертий термін, хоча конституція обмежує президентів двома термінами. Спостерігачі за виборами з Організації з безпеки і співробітництва в Європі критикували проведення виборів, а Стів Свердлоу з Human Rights Watch назвав це «обманом».

### Судова система
Корупція широко розповсюджена в судовій системі Узбекистану. Судова система офіційно незалежна, але корупція процвітає, і закон фактично допускає певні види державного втручання і «двозначності». Державні посадові особи, юристи та судді часто «непослідовно інтерпретують місцеве законодавство і конфліктують один з одним». Корупція є стандартною ознакою судового розгляду, головним чином у конфліктах між фірмами. Вважається, що судді беруть хабарі і відкати від приватних осіб і компаній в обмін на сприятливі рішення. Судова влада знаходиться під контролем виконавчої влади, рясніє кумівством, фаворитизмом і відкатами та характеризується «ненадійними і непрозорими» апеляційними процесами. «Хабарництво, зловживання службовим становищем і розпливчасте тлумачення законів» призводять до несправедливих рішень. За повідомленнями, у комерційних справах суди вважають за кращими місцеві компанії, аніж іноземні фірми. Також передбачається, що суди розглядають звинувачення в корупції проти високопоставлених чиновників тільки за вказівкою президента. Хоча судова система зобов'язана підтримувати «права інвесторів і недоторканність контрактів», на практиці це означає, що вона регулярно віддає перевагу «державним або афілійованим із державою суб'єктам».
Судові процедури в Узбекистані, заявляє Heritage Foundation, «не відповідають міжнародним стандартам, і впливові особи можуть безкарно експропріювати майно». Окрім того, уряд може конфіскувати приватну власність без будь-якої причини, оскільки не існує системи реєстрації заставного права.

### Кримінальна судова система
За даними Amnesty International, корупція вкоренилася в системі правосуддя Узбекистану. Тортури (у формі «побиття, придушування, зґвалтувань і сексуальних зазіхань») широко застосовуються правоохоронними органами і владою. Тортури використовуються для «отримання зізнань, залякування цілих сімей або отримання хабарів». Члени сім'ї піддаються тортурам з метою отримання зізнань, і «на підставі цих визнань [ті, хто пережили тортури] засуджувалися до тривалих термінів позбавлення волі після несправедливих судових процесів».
Служба національної безпеки Узбекистану, як повідомляється, брала участь у тортурах.

### Поліція
Корупцію в поліції Узбекистану охарактеризовано як «тотальна». Вимагання є звичайним явищем, і поліція регулярно використовує брехливі звинувачення, щоб відмовити когось від повідомлення про свої корупційні злочини до вищих інстанцій. У доповіді за 2014 рік йшлося, що корупція в поліції останнім часом зросла через те, що валютний ринок перейшов під контроль відомих злочинних угруповань .

### Державна служба
Корупція широко розповсюджена у секторі державної служби. Державні службовці є низькооплачуваними і, таким чином, підключаються до процесу вимагання, стягування хабарів, повідомляє Антикорупційний бізнес-портал. Чиновники вимагають платежі у компаній у зв'язку з видачею дозволів та ліцензій, а також «використовують довільні перевірки і каральні санкції для переслідування компаній, втручання в їх господарську діяльність і зниження ринкової конкуренції».

### Приватна власність
Судова корупція перешкоджає захисту прав власності. Діловий Антикорупційний Портал повідомляє, що держава регулярно експропріює приватну власність, надаючи можливості для вимагання та корупції.

### Примусова праця
У той час як більш 2-3 мільйонів узбеків (в основному студенти університетів як штатні працівники протягом більше 3 місяців, викладачі, професори, лікарі за неповного робочого дня протягом більше 3 місяців) «змушені працювати на бавовняних полях» під час збору врожаю 2014 року, згідно з проектом з дослідження організованої злочинності та корупції (OCCRP), чиновники, як стверджується, розтратили значні кошти від цієї операції. «За повідомленнями, були встановлені неймовірно високі норми, і робітники змушені платити штрафи, щоб заповнити дефіцит». Узбецько-німецький форум з прав людини назвав ці квоти «безпрецедентним ступенем вимагання», оскільки робітників змушували продовжувати свою працю в обмін на харчування і житло.

### Податки
Вважається, що корупція дуже розповсюджена в податковій адміністрації Узбекистану. Розпливчасте і неоднозначне податкове законодавство допускає офіційну корупцію, часто у формі хабарництва і здирництва за рахунок іноземних компаній. Фірми, які беруть участь у судових суперечках, підлягають арешту активів податківцями, повідомляє Антикорупційний бізнес-портал.

### Митниця
Митний сектор Узбекистану рясніє корупцією. Повідомляється, що співробітники митниці та прикордонники беруть хабарі у контрабандистів, внаслідок чого кількість контрабанди щорічно збільшується.

#### Ташкентські митні арешти
Кількох високопоставлених чиновників Ташкентського обласного Державного митного комітету заарештовано за звинуваченням у хабарництві в жовтні 2014 року. Їх звинувачували у вимаганні хабарів, участі в організованій злочинності і отриманні послуг в обмін на роботу у митниці. Збори за оформлення товарів через кордони є довільними, і іноземні фірми кажуть, що митні обмеження є «однією з найсерйозніших проблем для ведення бізнесу в Узбекистані».

### Державні закупівлі
Корупція широко розповсюджена і в секторі державних закупівель, що характеризується поширеним конфліктом інтересів, відсутністю прозорості та вимаганням хабарів в обмін на державні контракти. Повідомляється про відсутність прозорості у сфері проведення торгів за контрактами від уряду.

## Іноземні інвестиції
За даними антикорупційних груп, більшість іноземних фірм, які отримали вигідні контракти, мають зв'язок із правлячою елітою Узбекистану. Іноземні фірми, пояснює одне із джерел, «регулярно піддаються експропріації, політично мотивованим перевіркам і дискримінації з боку влади» в Узбекистані. За даними Держдепартаменту США, іноземні фірми «повідомляли про численні процесуальні порушення як в економічних, так і в кримінальних судах Узбекистану, а посольству відомо про низку випадків, коли іноземні компанії не отримували своєчасних платежів від місцевих партнерів». У звіті Світового банку з ведення бізнесу за 2013 рік Узбекистан посів 149-е місце зі 189 країн за шкалою «легкості ведення бізнесу».
Американські фірми заявляють, що корупція є головною перешкодою для прямих іноземних інвестицій в Узбекистан. Ці фірми посилаються на те, що «відсутність прозорості в бюрократичних процесах, включаючи закупівельні тендери та аукціони, а також обмежений доступ до конвертованості валют, стимулюють пошук ренти, який працівники державного сектора часто виправдовують, вказуючи на їхню низьку заробітну плату».
На думку Держдепартаменту США, для того, щоб забезпечити собі професійні призначення, виграти державні контракти, отримати звільнення від правил, уникнути кримінального переслідування, отримати державні послуги та преференції, хабарництво є необхідністю. У посольство США надійшли повідомлення про численні випадки вимагання хабарів, і «іноземні інвестори, які відмовляються платити хабарі, зазнають труднощів у своїх ділових операціях, що є прямим наслідком цього». Журнал Time повідомляє, що тендери і урядові вакансії легко досягаються за допомогою хабарництва, внаслідок чого некваліфіковані люди піднімаються на посаді.
Держдепартамент посилається на кілька скарг інвесторів, які стверджують, що процесу торгів не вистачає прозорості. «У деяких випадках учасниками тендеру були зареєстровані за кордоном компанії, пов'язані з впливовими узбецькими сім'ями, які мають ненадійні іноземні адреси». Крім того, узбецька держава може скасувати реєстрацію будь-якого бізнесу або ліцензію, або накласти штрафні санкції за бажанням. Міністерства мають право приймати рішення про те, чи потребують компанії, що знаходяться під їх юрисдикцією, ліцензії. Економічний суд може закрити справи, які мають право на апеляцію, хоча процес повільний, непередбачуваний і непрозорий. Більш прибуткові іноземні фірми піддаються більшому ризику експропріації, хоча менші і менш прибуткові фірми все ще перебувають у небезпеці. Експропріація сталася в декількох галузях, включаючи харчову, гірничодобувну, роздрібну торгівлю і телекомунікації.
Протягом вісімнадцяти місяців, починаючи з жовтня 2011 року, уряд заборонив виробництво і розподіл на пивоварному заводі, що належить данській Carlsberg Group. Того ж року уряд ініціював ліквідацію Amantaytau Goldfields, спільного підприємства за участю британської фірми Oxus Gold.
У вересні 2012 року Ташкентський міський кримінальний суд визнав, що Уздунробіта, компанія стільникового зв'язку, яка повністю належить російській компанії МТС, винною у фінансових злочинах, і конфіскував її активи. Два місяці потому апеляційний суд скасував цей вердикт, але залишив у силі штраф 600 мільйонів доларів, накладених на фірму. МТС пішла з ринку, списавши всі свої активи в Узбекистані, які склали 1,1 мільярда доларів. У 2013 році уряд передав ці активи державній телекомунікаційній компанії.
У 2013 році державні органи розпочали кримінальне розслідування відносно компанії Muzimpex, місцевого партнера компанії Coca-Cola, яка володіла 43 % акцій Muzimpex. У лютому 2014 року уряд ліквідував Muzimpex і захопив його.

## Громадянське суспільство
Конституційна гарантія свободи преси в Узбекистані фактично відсутня на практиці, оскільки майже всі засоби масової інформації працюють під контролем уряду. Повідомляється, що журналісти, які критикують режим, зазнавали «фізичного насильства, переслідування, затримання і штрафів», часто за звинуваченням у наклепі. Журналісти, які розслідують корупцію, нібито змушені піддавати себе самоцензурі, щоб уникнути неприємностей. Місцевим громадським організаціям забороняється здійснювати моніторинг корупції або повідомляти про неї.

## Антикорупція
Кримінальний кодекс країни забороняє «все основні форми корупції», але Діловий антикорупційний портал повідомляє, що цей закон погано виконується. Повідомляється, що високопоставлені урядовці діють безкарно. Сама президентська сім'я бере участь у декількох розслідуваннях на міжнародному рівні. Повідомляється, що особи, які сигналізують про корупцію, не захищені від помсти.
Узбекистан підписав Конвенцію ООН проти корупції (UNCAC) і Стамбульський план дій, але не Конвенцію ОЕСР про боротьбу з підкупом іноземних державних посадових осіб у міжнародних ділових операціях. Уряд звинувачується в нехтуванні регіональними або місцевими ініціативами по серйозну боротьбу з корупцією.
Дотепер жодній міжнародній або місцевій організації не було дозволено проводити моніторинг або аналіз корупції в Узбекистані, окрім Генеральної прокуратури, яка перебуває під контролем узбецького правлячого режиму. Низка посадових осіб притягується до кримінальної відповідальності щороку відповідно до антикорупційних законів, причому покарання варіюється «від штрафу до позбавлення волі з конфіскацією майна». Обвинувачені, як правило, є політичними незгодними, а не корумпованими посадовими особами, пов'язаними із правлячою елітою.

## Міжнародна толерантність до узбекистанської корупції
В основному завдяки його стратегічному розташуванню та постачанню природного газу, багато країн не хочуть тиснути на Узбекистан, щоб поліпшити ситуацію у сфері корупції. Наприклад, незважаючи на високий рівень корупції та порушення прав людини в його країні, Карімов отримав теплий прийом від президента Європейської комісії. Німеччину описано як країну, що ігнорує більшу частину корупції і порушень узбекистанського режиму, ігнорує санкції ЄС, введені в 2005 році після андижанської різанини, в якій було вбито від 200 до 1500 осіб; проводиться навчання узбецьких офіцерів і щорічні виплати узбецькому уряду в обмін на доступ до військового об'єкту у Термезі. Der Spiegel припустив, що уряд Німеччини може передбачити свої відносини з Узбекистаном як засіб отримання прибутку від запланованих трубопроводів природного газу, що розглядаються у процесі будівництва.